# Rombidodecadodecaedru
În geometrie rombidodecadodecaedrul este un poliedru stelat uniform, cu indicele U38. Are 54 de fețe (30 de pătrate, 12 pentagoane și 12 pentagrame), 120 de laturi și 60 de vârfuri. Având 54 de fețe, este un pentacontatetraedru.
Este reprezentat prin diagrama Coxeter–Dynkin . Un poliedru neconvex are fețe care se intersectează care nu reprezintă muchii sau fețe noi. Doar cele marcate cu sfere aurii sunt vârfuri, iar cele cu linii argintii sunt laturi.
Are simbolul Wythoff 5/2 5 | 2 și simbolul Schläfli t0,2{5/2,5}, iar ținând cont de construcția Wythoff acest poliedru poate fi, numit și marele dodecaedru cantelat.

## Mărimi asociate

### Coordonate carteziene
Coordonatele carteziene ale vârfurilor unui rombidodeacadodecaedru centrat în origine, cu lungimea laturii de 2, sunt toate permutările ale:
{\displaystyle \left(\,\pm (2\varphi -1),\,\pm 1,\,\pm 1\,\right)}
plus permutările pare ale
{\displaystyle \left(\,0,\,\pm (\varphi +1),\,\pm (2-\varphi ),\right)}
{\displaystyle \left(\,\pm 2,\,\pm (\varphi -1),\,\pm \varphi \,\right)}
unde {\displaystyle \varphi ={\frac {1+{\sqrt {5}}}{2}}} este secțiunea de aur.

### Raza sferei circumscrise
Raza sferei circumscrise este distanța comună a vârfurilor față de origine, și anume {\displaystyle {\sqrt {7}}} pentru lungimea laturii egală cu 2. Pentru lungimea laturii a, această valoare devine:
{\displaystyle R={\frac {\sqrt {7}}{2}}\,a\approx 1,322876\,a.}

### Volum
Următoarea formulă pentru volum V este stabilită pentru lungimea laturilor tuturor poligoanelor (care sunt regulate) a:
{\displaystyle V=19{\sqrt {5}}\,a\approx 42,485292\,a.}

## Poliedre înrudite
Are în comun aranjamentul vârfurilor cu compusul de zece prisme triunghiulare și compusul de douăzeci de prisme triunghiulare. În plus, are în comun aranjamentul laturilor cu icosidodecadodecaedrul (având în comun fețele pentagonale și cele pentagramice) și cu rombicosaedrul (având în comun fețele pătrate).

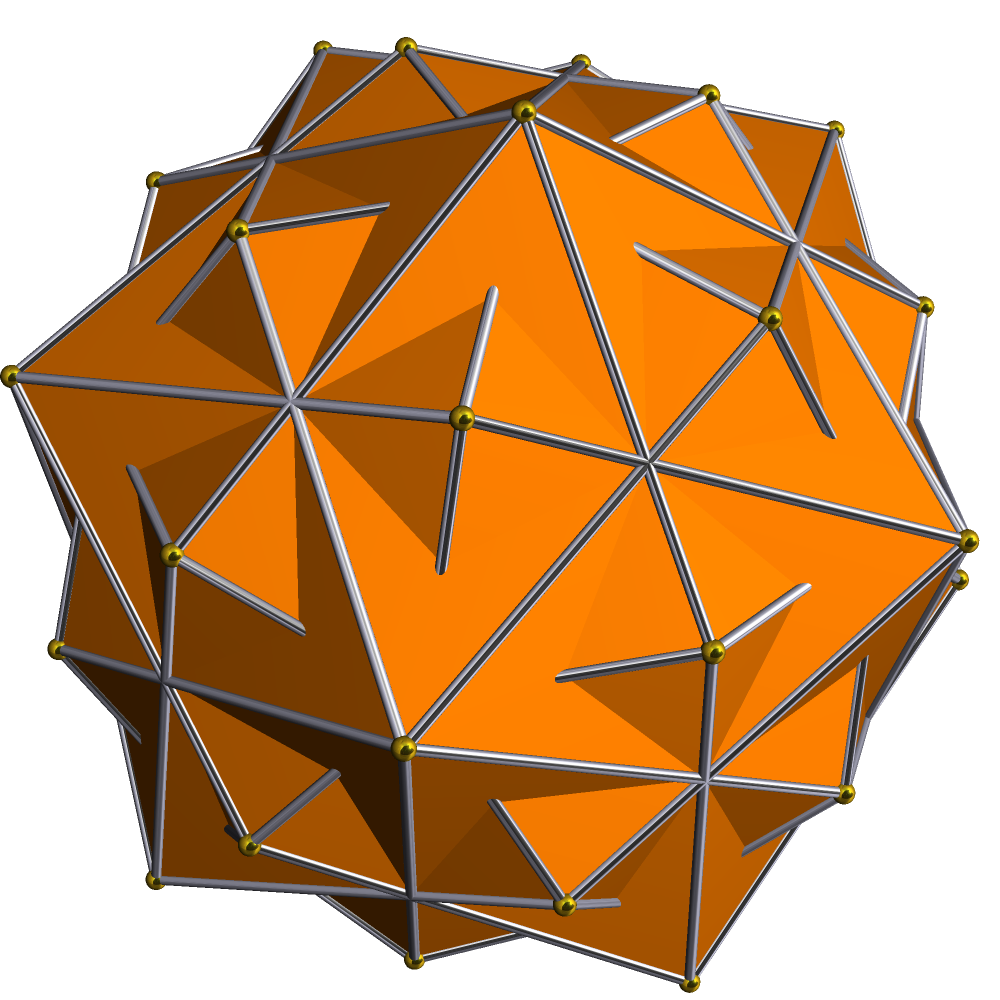
Dual: hexacontaedru romboidal medial

| Anvelopa convexă | Rombidodecadodecaedru               | Icosidodecadodecaedru                      |
| Rombicosaedru    | Compus de zece prisme triunghiulare | Compus de douăzeci de prisme triunghiulare |

### Poliedru dual
Dualul său este hexacontaedrul romboidal medial.